# District de Gondola
Le district de Gondola est une subdivision administrative de la province de Manica au nord du Mozambique. En 2007, sa population est de 262 412 habitants.

## Source de la traduction
- (en) Cet article est partiellement ou en totalité issu de l’article de Wikipédia en anglais intitulé « Gondola District » (voir la liste des auteurs).